# Ворошилов Володимир Якович
Володимир Якович Ворошилов (справжнє прізвище Калманович, 18 грудня 1930, Сімферополь — 10 березня 2001, Передєлкіно, Московська область) — автор, режисер і ведучий передачі «Що? Де? Коли?» Академік Російської академії телебачення. З 1989 року  — президент Міжнародної асоціації клубів «Що? Де? Коли?».

## Коротка біографія
Народився 18 грудня 1930 в Сімферополі в сім'ї відповідального міністерського працівника Якова Давидовича Калмановича (або Колмановича) і його дружини Віри Борисівни (1910 — 2002), що займалася надомним пошиттям одягу. В 1943 році родина з евакуації переїхала до Москви.
Навчався в Московській художній школі для обдарованих дітей, потім в Академії мистецтв Естонської РСР (факультет живопису). Надалі навчався в Школі-студії МХАТу (постановочний факультет) та на Вищих режисерських курсах.
В 1954 року його за розподілом відправили на рік до Німеччини художником у театр групи радянських військ.
В 1955  — 1965 роках був художником-постановником МХАТу, Малого театру, Театру оперети. Працював режисером у театрі «Сучасник» і в Театрі на Таганці.

### Телебачення
В 1966 Володимира Ворошилова запросили на телебачення, де він знімав документальні та науково-пізнавальні фільми.
1968 року з'явився перший великий проект «Аукціон» — перша ігрова передача Центрального телебачення в прямому ефірі. В ефір вийшло шість випусків. Програма була знята з ефіру радянською цензурою, а Ворошилова перевели до розряду позаштатних працівників і він надовго став персоною нон ґрата. У перші роки існування передачі «Що? Де? Коли?» у титрах навіть не вказувалося його прізвище.

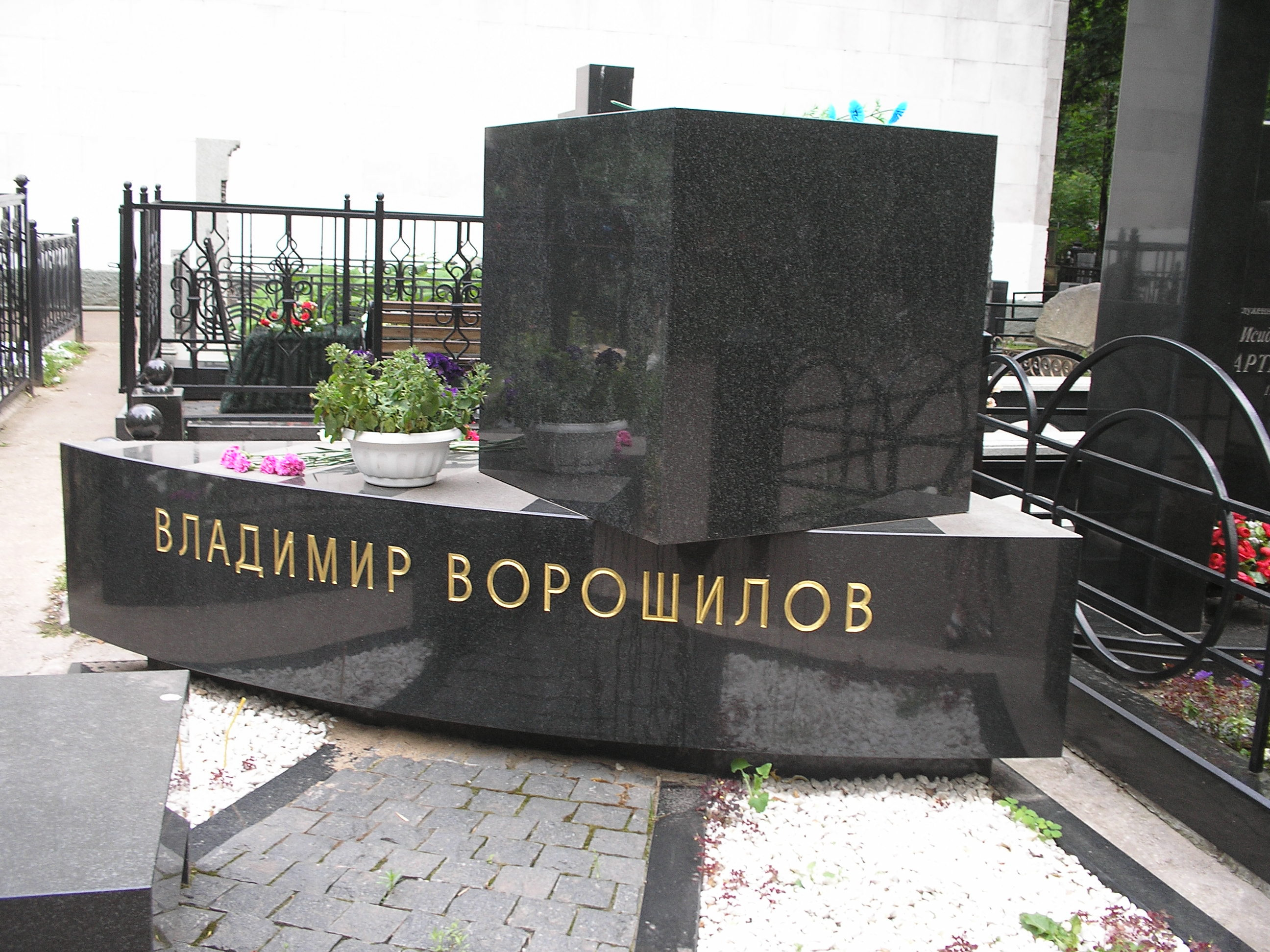
Пам'ятник на могилі В. Я. Ворошилова на Ваганьковському кладовищі

З 1970 по 1972 працював над програмою «Нумо, хлопці!».
4 вересня 1975 року в ефір вийшов перший випуск гри «Що? Де? Коли?».
В 1989 вийшла телегра Брейн-ринг, де Ворошилов вів перші випуски, однак через зайнятість пішов звідти.
В 1994 Володимир Ворошилов став академіком Російської Академії телевізійних мистецтв.
В 1997 Академія відзначила його званням лауреата і премією «ТЕФІ» за програму «Що? Де? Коли?».
30 грудня 2000 Ворошилов провів свою останню гру в ефірі. 

10 березня 2001 на 25-річний ювілей «Що? Де? Коли?» Володимир Якович помер. Смерть прийшла через серцевий напад близько п'ятої вечора на дачі в підмосковному Передєлкіно. Подальше її проведення він заповідав своєму прийомному синові Борисові Крюку.
В 2001 був посмертно удостоєний премії «ТЕФІ» в номінації «За особистий внесок у розвиток вітчизняного телебачення».
2003 року на його могилі на Ваганьковському кладовищі в Москві встановлений пам'ятник — куб на секторі із чорного відполірованого граніту, що символізує чорний ящик. Автор — архітектор Микита Шангін, що був теж учасником інтелектуальної гри «Що? Де? Коли?».

## Родичі
Офіційно мав чотири шлюби. Остання дружина — Наталія Стеценко, генеральний продюсер його програми.
- прийомний син — Борис Крюк (син Наталії Стеценко).
- донька — Ворошилова Наталія (донька Наталії Климової).

## Книги та публікації
- «Феномен гри» (1982);
- «Записки театрального режисера»;
- Ряд статей про телебачення.

## Роботи на телебаченні
- «Сріблястий грибний дощ»
- «Листи 42-го року»
- «Розповіді про телебачення»
- «Іграшки»
- «Аукціон» (1968)
- «Нумо, хлопці!» (1970)
- "Що? Де? Коли? "(1975)